# Lepanthes eltoroensis
Lepanthes eltoroensis är en orkidéart som beskrevs av Stimson. Lepanthes eltoroensis ingår i släktet Lepanthes och familjen orkidéer. Inga underarter finns listade i Catalogue of Life.